# 安化县
安化县在中国湖南中部偏北，是益阳市下辖的一个县。常住总人口78.09万人，自古屬於梅山文化的核心區域。以產黑茶而聞名。县人民政府駐東坪鎮。

## 地理
安化县位于雪峰山脉北段，资水中游，几乎处于湖南省的中心位置。东与桃江县、宁乡市相邻，南与涟源市、新化县接壤，西与溆浦县、沅陵县交界，北与桃源县、常德市鼎城区毗邻。区域总面积为4950.25平方公里，是湖南省第三大县。全县人口97.2万人。资水流过全县，在资水柘溪段建有湖南第一座大型水电站——柘溪电站，并形成柘溪水库境，库区水面达85平方公里。全县境内干流长度大于5公里的溪河有170条，包括洢水、柳溪等。县内多高山，山地占全县总面积的82%，海拔1000米以上的山峰有63座。县城东坪镇距省会长沙240公里。安化属于亚热带季风气候区，年平均气温16.2摄氏度至17.6摄氏度，降水1706.1毫米，无霜期长达275天，平均日照1335.8小时。

## 人口
根據第七次人口普查數據，截至2020年11月1日零時，安化縣常住人口為780969人。

## 历史
安化一带古称 梅山，为独特的梅山文化的腹地。春秋时期安化当地土著少數民族与楚国相互征战，战国时期开始归属楚国，秦滅六國後属长沙郡，从西汉起至北宋中期属益阳县，北宋神宗熙宁五年（1072）置安化县，取归安德化之义。安化境内相继发现东周古村落与旧石器遗址，距今约1.5万年。安化历史上有一定影响的人物有：清代两江总督陶澍、云贵总督罗饶典、著名书法家黄自元等。

## 行政区划
安化县下辖18个镇、5个乡：
清塘铺镇、仙溪镇、长塘镇、小淹镇、羊角塘镇、冷市镇、奎溪镇、烟溪镇、渠江镇、平口镇、柘溪镇、乐安镇、滔溪镇、梅城镇、大福镇、马路镇、东坪镇、江南镇、高明乡、龙塘乡、田庄乡、南金乡和古楼乡。

## 政治

### 现任领导
| 机构     | 安化县人民政府 县长 | · 中国共产党 · 安化县委员会 · 书记 | 安化县人民代表大会 常务委员会 主任 | · 中国人民政治协商会议 · 安化县委员会 · 主席 |
| -------- | ------------------- | ---------------------------------- | ---------------------------------- | -------------------------------------------- |
| 姓名     | 潘文剑              | 石录明                             | 陈飞燕                             | 胡能华                                       |
| 民族     | 汉族                | 汉族                               | 汉族                               | 汉族                                         |
| 出生地   | 湖南省南县          | 湖南省益阳市资阳区                 | 湖南省益阳市赫山区                 | 湖南省安化县烟溪镇                           |
| 出生日期 | 1984年7月（40歲）   | 1970年10月（54歲）                 | 1973年10月（51歲）                 | 1969年10月（55歲）                           |
| 就任日期 | 2022年6月28日       | 2022年1月16日                      | 2021年10月30日                     | 2021年10月31日                               |

## 物产
- 安化生物资源丰富，盛产松、杉、竹、果、茶叶、油茶、油桐、棕、药材等物产，其中有木本药材103科，1022种；
- 安化矿产资源丰富，盛产钨、金、锑、钒等金属矿产，已探明的矿藏有39种；
- 安化地区水能资源丰富，理论蓄积量达到150万千瓦，已开发125万千瓦。建有柘溪、东坪、株溪口等大中型水电站，实现了对资水的梯级开发。
- 腊肉、擂茶为安化著名的土特产。
- 安化黑茶
- 安化库区柑桔

## 经济
近年来安化经济稳定增长。国内生产总值年均增长18%以上，2010年全县GDP达到85.5亿元，全县财政总收入完成4.34亿元，规模工业企业达121家，规模工业总产值45.78亿元，初步形成了采矿、制造、电力等一批优势产业，一、二、三产业增加值分别达到23亿元、31亿元、31.5亿元。

## 旅游
安化地形地貌多样，境内高山叠嶂，峰峦挺拔，大河流淌，小溪潺潺，山林中树木郁郁葱葱，鸟语不绝，风景秀美。
- 安化茶马古道
- 柘溪国家森林公园
- 雪峰湖省级地质公园
- 六步溪国家级自然保护区
- 红岩省级自然保护区

## 文化
- 梅山文化。安化县具有独特的梅山文化，属于梅山文化的核心区域之一。
- 世界羽毛球之乡。安化县诞生了一批著名的羽毛球选手和羽毛球世界冠军。

## 语言
安化县大部分乡镇通用新湘语益阳方言。安化县西部的部分乡镇使用的方言更偏向娄底的老湘语。安化的方言古老而独特，無論是當地的新湘語益陽方言，還是當地的老湘語，受外来的普通话和西南官话之影响皆非常小。

## 交通

### 铁路
沪昆铁路从县境西南角通过，在平口镇设立县级安化站，每天有14趟客运列车通过，分别办理至上海、重庆、广州、深圳、长沙、怀化等地的客运业务。规划中的安张衡铁路设计为I级双线铁路，在县境内100公里。

### 高速公路
县境内有
- G55二广高速公路已于2016年12月31日全线通车，途径县内长塘镇、仙溪镇、梅城镇、清塘铺镇。
- G59呼北高速公路官庄至新化段规划从县境西部通过，与湖南省高速S20互通，途径柘溪镇、平口镇。
- S20平洞高速是湖南省高速公路网规划平江至洞口的高速公路，其中马迹塘至柘溪段(马安高速)已于2018年12月18日建成通车，途径县内羊角塘镇、冷市镇、龙塘镇、东坪镇，柘溪镇。

### 国省干线公路及客货运站场
G207国道、S225省道纵贯县境，S308省道横穿全县，形成H型公路骨架。现有安化、梅城二级汽车站，拟建设东坪、梅城两个物流中心和安化城南、梅城、平口、烟溪、渠江等客运站场。

### 水运
资水安化至桃江段拟建成为500吨级航道。新化至安化段为水库航道，河面开阔，水流平缓，为常年300吨级航道。设有东坪、平口两个港口码头，并拟建成500吨级码头。